# Papucsos pókhálósgomba
A papucsos pókhálósgomba (Cortinarius albertii) a pókhálósgombafélék családjába tartozó, Európában elterjedt, lomberdőkben élő, nem ehető gombafaj. Tudományos nevét Albert Lászlóról kapta. 

## Megjelenése

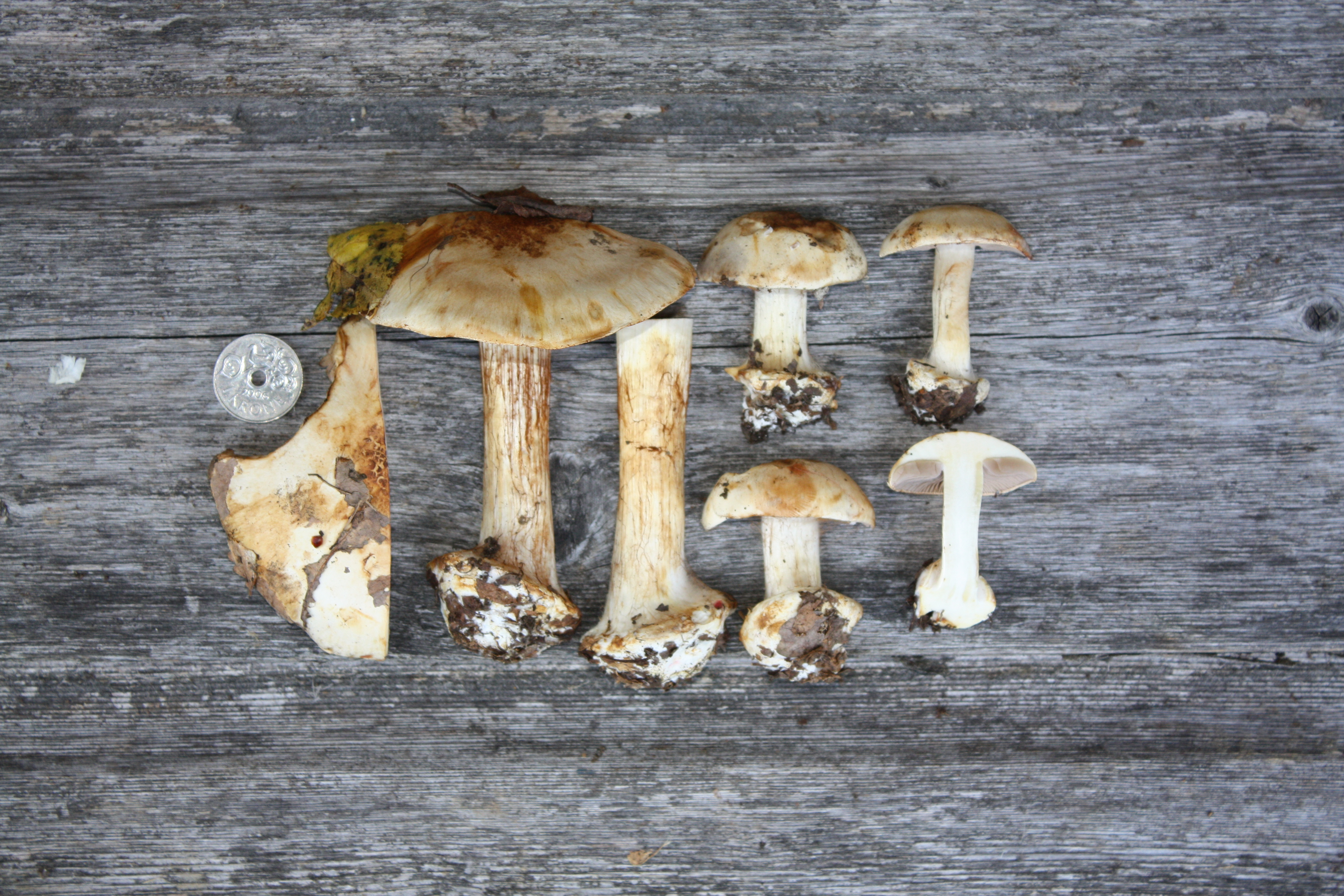

A papucsos pókhálósgomba kalapja 4–10 cm széles, fiatalon félgömb alakú, később ellaposodik. Felszíne ragadós, általában csupasz, de néha fehér burokmaradványok lehetnek rajta. Színe fiatalon fehér vagy halvány krémfehéres, idősebben okkeres, sárgásbarnás, a közepén szabálytalan foltok vagy sávok jelennek meg főleg a közepén.
Húsa fehéres vagy krémszínű, a tönk csúcsában némileg szürkés (vagy ibolyás), idősen sárgásbarnás. Szaga kissé dohos, nem jellegzetes, íze enyhe, semleges.
Sűrűn álló lemezei a tönkhöz foggal illeszkednek, élük csipkézett. Színük fiatalon fehéresszürke, ritkán halványibolyás árnyalattal; az idős gomba lemezei fakó rozsdabarnák.
Tönkje 3–12 cm magas és 1–1,5 cm vastag. Alakja nyúlánk, hengeres, nyúlánk, a tövénél nagyon széles (2,5-4 cm) peremes gumóval. Felülete fénylő, színe krémfehér, idősen halványbarnás. A gumó is eleinte krémfehér, később barnás, pereme sötétebb.
Spórapora rozsdabarna. Spórája mandula vagy citrom alakú, durván érdes felületű, mérete 9,5–11,5 × 5,5–6,5 µm.

### Hasonló fajok
A bükkös pókhálósgomba hasonlíthat hozzá. 

## Elterjedése és termőhelye
Európában honos, elsősorban a mediterrán örökzöld tölgyesekben, a kontinens többi részén ritka. Magyarországon egyetlen helyről ismert a Visegrádi-hegységben.  
Meszes, tápanyagban gazdag talajú lomberdőkben él tölgy vagy bükk alatt. Nyáron és ősszel terem.  
Nem ehető. 